# Мансуров, Иван Алексеевич
Ива́н Алексе́евич Мансу́ров — русский воевода, возглавлявший стрелецкое войско, высланное царем в Сибирь на помощь Ермаку в 1585 году.
Иван Мансуров был мещерским помещиком и воевал в Ливонии как командир стрелецкого дозора. В сентябре 1585 года отряд Мансурова (100 стрельцов) (700 стрельцов) достиг Кашлыка, но обнаружил, что казаков в городе нет, а сибирские татары готовятся взять реванш. Не рискнув вступать в бой, Мансуров отправил свой отряд на поиски казаков Ермака. В конце 1585 года основал зимовье в месте соединения Оби и Иртыша (Обский городок). Здесь на лагерь Мансурова напали остяки, но, разгромленные, запросили мира. Однако оставлять гарнизон в Сибири Мансуров не решился и весной 1586 года вернулся в Россию.